# 碲化鈉
碲化鈉是一種無機化合物，由碲和鈉組成，屬於氫碲酸鹽，其化學式為Na2Te。

## 製備
碲和鈉的化合反應可以制备碲化鈉，由于固相反应过于剧烈，因此通常需要利用液氨作為溶劑進行反應。
碳酸钠和碲在碳的存在下高温反应，也能得到碲化钠：
Na2CO3 + Te + 2 C → Na2Te+ 3 CO↑

## 結構
碲化鈉結構像許多相關化合物其化學式為M2X，例如:氧化鈉、硫化鈉、硫化鉀等，都是反螢石結構，因此，在碲化鈉結晶每個Te2-離子周圍有八個鈉離子，每個鈉離子周圍有四個Te2-離子

## 性質
簡單鹽類類型M2X，其中X是一個單原子陰離子，通常不溶於任何溶劑，因為它們具有很高的晶格能。此外，當其遇到水、潮濕的空氣、或醇類，碲化鈉將分解：
Na2Te + H2O → NaHTe + NaOH
正因為如此反應，許多過程歸結為碲化鈉可能涉及碲氫化鈉NaHTe（CAS # 65312-92-7），這是比較容易溶解和形成的物质。

## 在有機化學的應用
Na2Te發現使用有機合成，它既是一種試劑減排和作為源特在合成化合物的有机碲芳基鹵化物對二芳基取代碲化物，如下所示的合成双萘基碲：
Na2Te  +  2 C10H7I  →  (C10H7)2Te  +  2  NaI
Na2Te  +  RC≡C-C≡CR  +  2 H2O  →  TeC4R2H2  +  2  NaOH